# Johann Gropper
Johann Gropper (ur. 24 lutego 1503 w Soest, zm. 13 marca 1559 w Rzymie) – katolicki teolog, kanonista, przeciwnik reformacji.

## Życiorys
Od 1516 studiował w Kolonii filozofię i prawo, w 1525 uzyskał doktorat z prawa. Prawdopodobnie w tym samym roku przyjął święcenia kapłańskie. W 1526 r. został kanclerzem arcybiskupiego księstwa kolońskiego, w 1525 oficjałem kanonika Hermana z Neuenahr, w 1527 scholastykiem St. Gereon, w 1529 był przez krótki czas profesorem prawa na uniwersytecie w Kolonii, w 1532 kanonikiem, w 1533 scholastykiem a wreszcie w 1543 dziekanem kapituły w Xanten, a także tamtejszym proboszczem. Od 1547 był prepozytem i archidiakonem bońskim.
W 1529 brał udział w sejmie Rzeszy w Spirze, a w 1530 w sejmie w Augsburgu jako przedstawiciel biskup Münsteru. Był związany z Erazmem z Rotterdamu i uważany za jednego z jego zwolenników.
Przyczynił się do reformy i usprawnienia świeckiej administracji księstwa arcybiskupiego Kolonii i kodyfikacji praw krajowych tego księstwa. Zorganizował synod prowincjalny w Kolonii, który odbył się w marcu 1536. Wydając drukiem jego statuty, dołączył do nich opracowaną przez siebie Formula Visitationis która była cenną pomocą dla wizytatorów, zwłaszcza w obliczu szerzącej się reformacji oraz Enchiridion christiane institutionis, rodzaj podręcznika nauki katolickiej, który był źródłem inspiracji dla przedtrydenckiej odnowy Kościoła. Zbliżał się w nim do luterańskiej nauki o usprawiedliwieniu, jednak odrzucał naukę o powszechnym kapłaństwie broniąc tradycyjnego nauczania o 7 sakramentach i bronił prymatu papieskiego.
Przeprowadził reformy w arcybiskupstwie chroniąc je przed reformacją i sekularyzacją. Zalecał wizytacje w parafiach. Wskazywał na konieczność większej gorliwości wśród duchowieństwa, jako najlepszy środek reformy; wydał w tym celu Libellus piarum precum.
Wspólnie z Juliusem von Pflugiem brał udział w 1540 w dysputach teologicznych w Hagenau i na sejmie w Wormacji. Od 1540 wspierał wysiłki cesarza Karola V zmierzające do zawarcia ugody z reformatorami na sejmach Rzeszy w Wormacji, Ratyzbonie w 1541 i Augsburgu w 1548 r. Był zwolennikiem kompromisu z nauką Marcina Lutra i Filipa Melanchtona. Miał znaczy wpływ na redakcję Interim augsburskiego.
W lutym 1542 prowadził wraz z Martinem Bucerem rozmowy o reformach w arcybiskupstwie kolońskim. Jednak gdy będący zwolennikiem reformacji Bucer otrzymał zalecenia od arcybiskupa Hermana Wied by wygłosić ewangelickie kazanie w katedrze w Bonn, stał się przeciwnikiem Bucera. Gdy w 1543 r. arcybiskup koloński Herman Wied chciał wprowadzać reformacje w księstwie biskupim i zaprosił do Kolonii Filipa Melanchtona i innych ewangelickich teologów zdecydowanie się temu sprzeciwił i przy pomocy kapituły doprowadził do wygnania ewangelickich kaznodziejów oraz do złożenia arcybiskupa z urzędu w 1546 r. Następnie przy pomocy jezuitów prowadzi rekatolizację biskupstwa.
Szukając kompromisowych formuł w odniesieniu do teologii protestanckiej sformułował naukę o podwójnym usprawiedliwieniu, która została w 1546 odrzucona przez Sobór Trydencki. W 1552 brał udział w obradach tego soboru jako teolog. W 1555 Paweł IV kreował go kardynałem. Gropper początkowo odmawiał przyjęcia tej godności, ale ostatecznie papież zmusił go do zaakceptowania tej promocji.
Ostatnie miesiące życia spędził w Rzymie, podejrzewany o herezję. Mimo śledztwa prowadzonego przez inkwizycję, stał się nieoficjalnym doradcą papieża w sprawach niemieckich. W tym czasie zaprzyjaźnił się ze Stanisławem Hozjuszem. Na jego pogrzebie mowę żałobną wygłosił sam papież Paweł IV.